# Rodrigo Lana
Rodrigo Lana (Carmo do Paranaíba, Minas Gerais, 27 de novembro de 1985) é um pianista e produtor musical brasileiro. 
Rodrigo foi o criador do grupo instrumental Diapasão, com o qual lançou 2 discos. Em 2017 lançou um EP solo chamado "Quebra-cabeça" e coproduziu, com Isabella Bretz, o disco Canções Para Abreviar Distâncias. É coautor do livro "Conhecimentos de Áudio para Cantores" (2019).  

## Biografia
Rodrigo Lana nasceu em Carmo do Paranaíba, Brasil, e já aos 10 anos de idade dividia as brincadeiras da infância com os estudos musicais. Anos depois mudou-se para Belo Horizonte, onde se formou como bacharel em piano na UEMG e, em paralelo, começou uma longa pesquisa sobre o universo do áudio. Enquanto cursava a faculdade de música, ganhou 4 importantes concursos musicais. Conquistou 3 prêmios do BDMG: Jovem Músico 2008; Jovem Instrumentista 2009 e foi finalista do BDMG Música Instrumental. Nesse, foi indicado a três categorias: melhor instrumentista, arranjador e compositor. Venceu também o prêmio de melhor intérprete de música brasileira no Concurso Nacional de Piano de Ituiutaba – Ricardo Tacuchian 2008.
Foi criador do grupo instrumental Diapasão e, com as práticas e pesquisas do grupo, adquiriu experiência em palcos e gravações em estúdios. Posteriormente, criou a produtora Música Mundi que ficou ativa por 7 anos. 
A partir dessas experiências e de formações em áudio, criou o curso de “Produção Musical no Logic Pro X”, lançou o disco de sua autoria “Quebra-Cabeça” utilizando recursos digitais e, dentre outros trabalhos, produziu o disco “Canções Para Abreviar Distâncias” com Isabella Bretz. Com esse último foi ao Timor-Leste, Islândia, Portugal (continente e Açores) e Cabo Verde, realizando shows e oficinas para artistas locais. O trabalho deu origem a um EP com três novas versões do álbum, gravado na Islândia e com o nome "Novas Distâncias: Reykjavík".    

## Discografia
| Ano  | Título                           | Função                                                                      | Tipo de obra | Observações               |
| ---- | -------------------------------- | --------------------------------------------------------------------------- | ------------ | ------------------------- |
| 2006 | Opus I                           | compositor, pianista                                                        | Álbum        | com Diapasão              |
| 2011 | Diapasão ao vivo                 | compositor, pianista                                                        | Álbum        | com Diapasão              |
| 2017 | Quebra-Cabeça                    | Compositor, produtor musical, mix e master                                  | EP           | Solo                      |
| 2017 | Canções Para Abreviar Distâncias | coprodutor musical, pianista, instrumentos virtuais, gravação, mix e master | Álbum        | com Isabella Bretz        |
| 2019 | De cabeça nova                   | compositor,produtor musical, gravação, mix e master                         | Single       | Solo                      |
| 2019 | Novas Distâncias: Reykjavík      | pianista, produtor musical, mix e master                                    | EP           | com Isabella Bretz        |
| 2020 | De onde vem a canção             | arranjador, produtor musical, músico, gravação, mix e master                | Single       | com Isabella Bretz        |
| 2020 | Oferenda                         | compositor, pianista, produtor musical, mix e master                        | Single       | Solo                      |
| 2020 | Lamento Sertanejo                | arranjador, pianista, produtor musical, mix e master                        | Single       | Solo                      |
| 2022 | Pequenezas                       | arranjador, instrumentisca, produtor musical, mix e master                  | Álbum        | Com o coletivo Pequenezas |

## Principais participações
| Título                                             | Artista               | Função                                                                                            | Tipo de obra |
| -------------------------------------------------- | --------------------- | ------------------------------------------------------------------------------------------------- | ------------ |
| Flores Maçãs                                       | Paulo César Anjinho   | pianista (faixas 1 e 8) e composição, em parceria com Paulo César Anjinho da faixa “Flores Maças” | Álbum        |
| Água Luz                                           | Alexandre Andrés      | pianista (faixas 3 e 11)                                                                          | Álbum        |
| A Beira do Dia                                     | Urucum na Cara        | tecladista na faixa “Doce Relento”                                                                | Álbum        |
| O Alumbramento de um Guará Negro Numa Noite Escura | Bernardo do Espinhaço | pianista                                                                                          | Álbum        |
| Manhã Sã                                           | Bernardo do Espinhaço | pianista na faixa "O menino e o Rio"                                                              | Álbum        |
| Só o Amor Constrói                                 | Gustavito             | pianista na faixa "O rio corta o papel"                                                           | Álbum        |
| Abaporu                                            | Laura Lopes           | pianista na faixa "Samba do Apocalipse"                                                           | Álbum        |
| ANA                                                | Coletivo ANA          | pianista                                                                                          | Álbum        |
| Irene Preta, Irene Boa                             | Irene Bertachini      | pianista e tecladista                                                                             | Álbum        |
| Cidade Violeta                                     | Fred Chamone          | pianista e arranjador (cordas)                                                                    | Single       |
| Tardhi                                             | Bernardo do Espinhaço | pianista e tecladista (faixas 2,3 e 6)                                                            | Álbum        |
| Retalho de Mundo                                   | Isabella Bretz        | Pianista, instrumentos virtuais                                                                   | Álbum        |

## Prêmios e indicações
Dentre os prêmios de Rodrigo Lana estão alguns do BDMG Instrumental, concurso que desde o ano 2001 premia instrumentistas e compositores, tendo se colocado como um dos mais importantes do país. Foi o primeiro concurso do gênero no Brasil.
| Ano  | Prêmio                                  | Indicação                                                           | Resultado |
| ---- | --------------------------------------- | ------------------------------------------------------------------- | --------- |
| 2008 | BDMG Instrumental                       | Jovem Músico                                                        | Vencedor  |
| 2008 | Concurso Nacional de Piano de Ituiutaba | Melhor Intérprete de Música Brasileira                              | Vencedor  |
| 2009 | BDMG Instrumental                       | Jovem Instrumentista                                                | Vencedor  |
| 2009 | BDMG Música Instrumental                | Melhor Instrumentista                                               | Finalista |
| 2009 | BDMG Música Instrumental                | Melhor Arranjador                                                   | Finalista |
| 2009 | BDMG Música Instrumental                | Melhor Compositor                                                   | Finalista |
| 2020 | Prêmio Profissionais da Música          | Melhor Canal Técnico Musical - Logic Pro Brasil                     | Finalista |
| 2020 | Prêmio Profissionais da Música          | Melhor Livro Técnico Musical - Conhecimentos de Áudio Para Cantores | Finalista |
| 2020 | Prêmio Profissionais da Música          | Melhor Trilha de Cinema - Projeto Pequenezas                        | Finalista |

## Audiovisual
Rodrigo desenvolve trabalhos na área de audiovisual, seja com composição de trilhas sonoras ou como engenheiro de áudio. Com o projeto Pequenezas, em parceria com Jackson Abacatu e Isabella Bretz, já participou de diferentes festivais nacionais e internacionais. 

| Ano  | Festival                                                       | País      | Obra                | Resultado |
| ---- | -------------------------------------------------------------- | --------- | ------------------- | --------- |
| 2017 | Curta na UERJ                                                  | Brasil    | Fatia de Mutação    | Finalista |
| 2018 | 5 Festival brasileiro de Nanometragem                          | Brasil    | Fatia de Mutação    | Indicado  |
| 2018 | III Cine Paraíso                                               | Brasil    | Fatia de Mutação    | Indicado  |
| 2018 | One Minute Festival                                            | Irlanda   | Fatia de Mutação    | Finalista |
| 2019 | 6 Festival Brasileiro de Nanometragem                          | Brasil    | Centelha de Jornada | Indicado  |
| 2019 | IV Festival Internacional de Cineminutos de Córdoba            | Argentina | Fatia de Mutação    | Indicado  |
| 2019 | M Film Festival                                                | Portugal  | Fatia de Mutação    | Indicado  |
| 2019 | 27º Festival Internacional de Animação do Brasil - ANIMA MUNDI | Brasil    | Pingo de Respiro    | Indicado  |
| 2019 | Mostra Mosca                                                   | Brasil    | Pingo de Respiro    | Indicado  |
| 2019 | Mostra MUMIA                                                   | Brasil    | Pingo de Respiro    | Indicado  |
| 2019 | FIBABC - Festival Iberamericano de Cortometrajes               | Espanha   | Pingo de Respiro    | Finalista |
| 2019 | Bang Awards                                                    | Portugal  | Pingo de Respiro    | Indicado  |
| 2020 | Cacto de Ouro                                                  | Brasil    | Pingo de Respiro    | Vencedor  |

## Conteúdo educacional
Rodrigo lançou em 2019, em parceria com Isabella Bretz, o livro "Conhecimentos de Áudio para Cantores". Nele, os autores abordam os conceitos do áudio, detalhamento dos microfones e equipamentos, considerações sobre gravação, mixagem e masterização, “autogravação”, burocracias e outros. O projeto deu origem a atividades presenciais, como oficinas e masterclasses.  
Como produtor musical, Rodrigo se especializou no software Logic Pro, da Apple; tendo oferecido vários conteúdos educacionais gratuitos sobre o tema. 